# Nadrág (település)

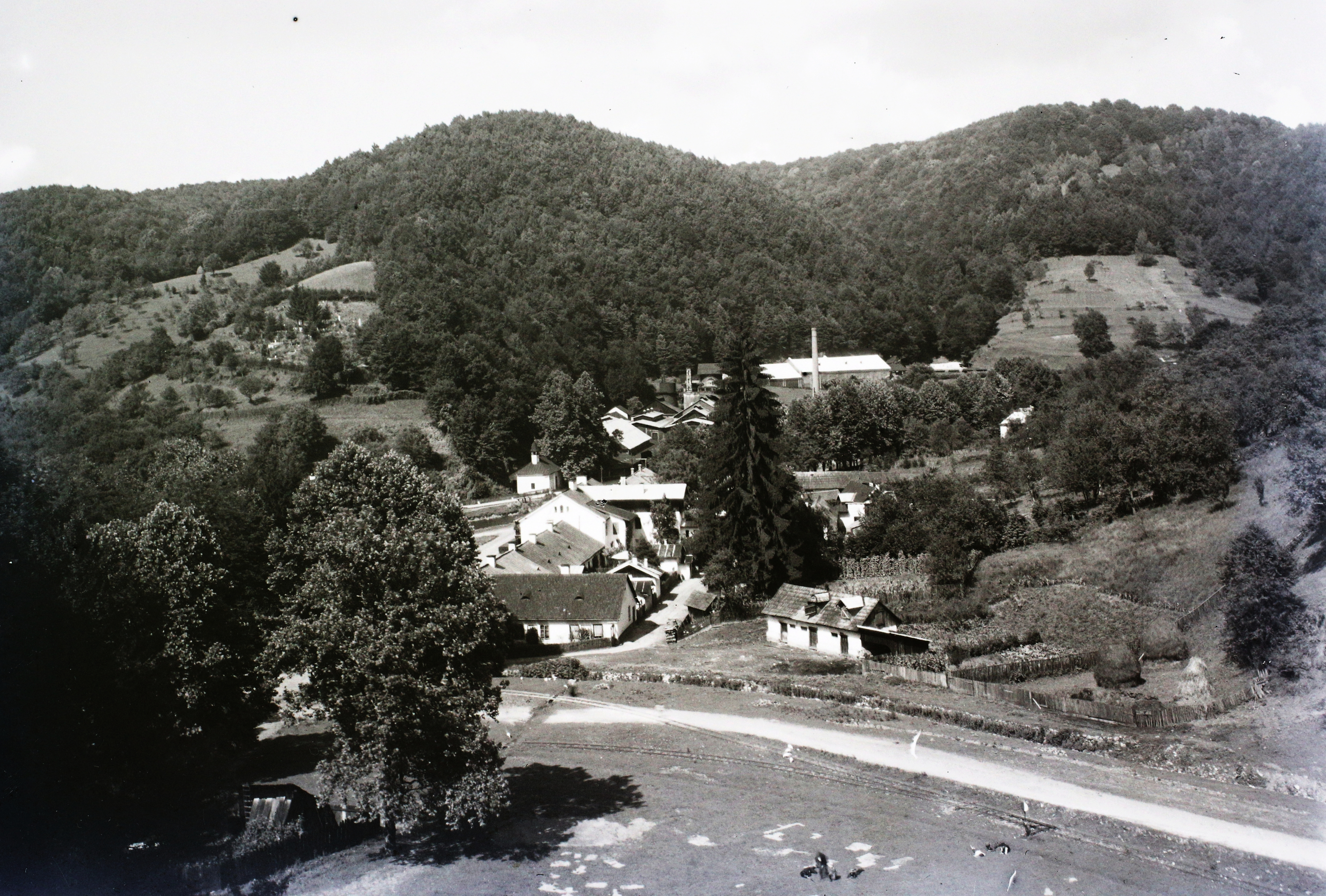
A telep 1914-ben

 Nadrág (románul:  Nădrag, németül: Nadrag vagy Steinacker) falu Romániában, a Bánságban, Temes megyében.

## Fekvése
A Ruszka-havas nyugati peremén, Lugostól 36 km-re kelet–délkeletre fekszik.

## Nevének eredete
Neve a Nedrag szláv személynévből való. Először 1364-ben Nodrag, majd 1548-ban Nadrág és 1590-ben Alsó-Nagyragh alakban írták.

## Története
Az azonos nevű középkori falu valószínűleg közelebb feküdt Krivinához, mint a mai Nadrághoz. Zsidóvár tartozékaként említették 1548-ban, amikor Izabella királyné Petrovics Péternek adományozta, 1590-ben, amikor Jósika Istvánt iktatták birtokába és 1599-ben is, amikor Báthory Andrástól Sarmasághy Zsigmond kapta meg. Ez a falu később elpusztult.
Az új Nadrágot 1846-ban a bécsi vállalkozók által létrehozott Zsidowaer Eisenwerk Gewerkschaft alapította, miután 14 ezer holdas területét megvásárolta a zsidóvári közbirtokosságtól. Korábban sűrű erdő volt itt, ahol a bécsiek vasércre bukkantak. Vashutákat építettek, melléjük pedig morvaországi német vasgyári munkásokat, szénégetőket és iparosokat költöztettek be. Később szlovákok, románok és cigányok is betelepültek. Krassó, 1880-tól Krassó-Szörény vármegyéhez tartozott. Az 1910-es évek elején nyaranta városi gyerekeket üdültettek benne.
1849-ben hengermű, 1862-ben lemezgyár, 1874-ben szöggyár, 1879-ben egy második lemezgyár, 1879-ben ekegyár, 1880-ban gőzfűrész létesült. 1865-ben kétezer holdnyi erdő égett le gyújtogatás következtében. A társulat 1866-ban csődbe jutott és 1873-ban átalakult Nadrager Eisen-Industrie Gesellschafttá (Nadrági Vasipari Rt.). Bányái 1885-ben hat aknából és négy, összesen 410 méter hosszú tárnából álltak. A tüzeléshez szüksége fa könnyebb szállítása céljából a Nadrág-patak mellékpatakjain kilenc zsilip üzemelt. A kivágott fatörzseket számtalan facsúsztató csatornán eresztették le a zsilipekkel felduzzasztott tavakba, ahonnan a zsilipek kinyitása után lezúduló víz vitte őket a gyártelepig. Érdekesség, hogy az egyes mellékpatakok vizétől a Nadrág-patak különböző színű lett. Vállalata 1890-ben megvásárolta a már az 1870-es évek második felétől általa bérlelt ploszkai vasérclelőhelyeket. A század végén vasgyárában 765 munkás dolgozott, de a feldolgozott vasérc többségét távolról szállították ide. 1906-ban fuzionált a Borsodi Acél- és Acélszerszámgyár Rt.-vel. 1910-ben két nagyolvasztójában 17 195 mázsa nyers- és 44 295 mázsa öntöttvasat termelt. 1950-ig az egyesült vállalthoz tartoztak a pusztakaláni és a nándorhegyi üzemek is.
Kisvasutakhoz is gyártottak itt mozdonyokat, amelyek nemcsak Romániában, de Lengyelországban is forgalomban voltak.
Az állami vállalat mára tönkrement, és 2009-ben a helyét átvevő magáncég is felszámolás alá került.

## Népessége

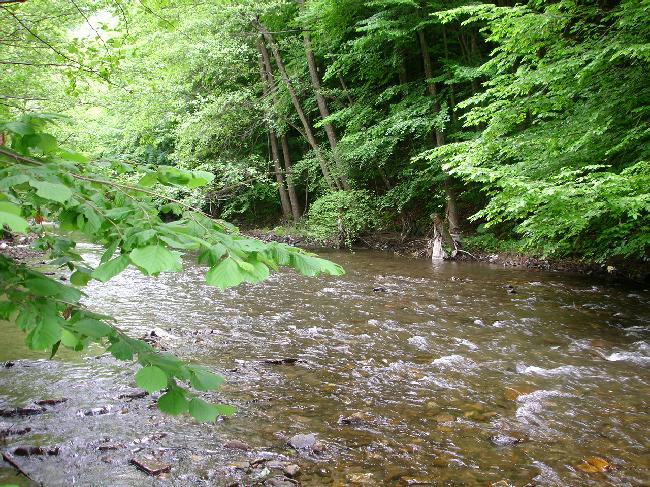

- 1900-ban 2150 lakosából 1067 volt német, 731 román, 149 szlovák, 76 magyar, 26 horvát és 96 főként cseh és cigány anyanyelvű; 1397 római katolikus, 709 ortodox és 29 református vallású.
- 2002-ben 2599 lakosából 2217 volt román, 219 német, 121 magyar és 24 ukrán nemzetiségű; 1928 ortodox, 478 római katolikus, 49 pünkösdista, 31 baptista és 26 református vallású.

## Nevezetességei
- Cseppkőbarlang, vízesés.
- Gyermektábor.

## Külső hivatkozások
- Nadrág kohászati emlékei (románul)
- Képriport Nadrágról (románul)
- A római katolikus orgona ismertetése, fényképek a templomról és az orgonáról (németül)
- Régi nadrági képek
- Műholdas térkép